# Sierra Madre del Sur
La Sierra Madre del Sur és una serralada que es troba al sud de Mèxic i que s'estén al llarg de 800 km entre el sud de Jalisco i l'istme de Tehuantepec, a l'Estat d'Oaxaca. Discorre paral·lalela a la costa de l'oceà Pacífic i l'Eix Volcànic Transversal, del qual la separa la Depressió de Balsas, tot travessant els estats d'Oaxaca, Guerrero, Veracruz i Puebla. L'Eix Volcànic Transversal i la Sierra Madre del Sud s'uneixen al nord de l'Oaxaca, a la Sierra Mixteca.
La seva alçada mitjana és de 2.000 msnm i el seu cim més alt és el Cerro Nube Flan, al sud d'Oaxaca, amb 3.750 m

## Cims principals
Els principals cims, sense tenir en compte els cims secundaris, són:
- Cerro Nube Flan. 3.750 m
- Cerro el Nacimiento. 3.710 m
- Cerro Teotepec. 3.540 m
- Cerro Zempoaltépetl. 3.400 m
- Cerro Yatin Noreste. 3.360 m
- Cerro del Águila. 3.360 m
- Cerro Volcán Prieto. 3.250 m
- Cerro Humo Grande. 3.250 m